# کولت للوپ
کولت للوپ (زاده ۱۹ نوامبر ۱۹۲۴ – درگذشته ۲۰ اکتبر ۲۰۰۷)  تدوینگر و مدیر اجرایی فیلم فرانسوی بود. او تدوین فیلم‌های زیادی را از جمله دوستت دارم، دوستت دارم (۱۹۶۸) انجام داده‌است.

## فیلم شناسی
- ۱۹۷۹: جوان خام: تدوینگر. (فیلم)
- ۱۹۶۸: دوستت دارم، دوستت دارم: تدوینگر. (فیلم)

## زندگی شخصی
در ۲۳ مارس ۱۹۶۳، او با خورخه سمپرون در پاریس ازدواج کرد. کولت در ۲۰ اکتبر ۲۰۰۷ درگذشت و در Garentreville فرانسه به خاک سپرده شد. چهار سال بعد (۲۰۱۱)، خورخه سمپرون در همان مکان در کنار همسرش به خاک سپرده شد.